# Der zerbrochene Himmel
Der zerbrochene Himmel ist ein Roman von Andrea Camilleri, erstmals veröffentlicht im Jahre 2003 (Titel der Originalausgabe: La presa di Macallè). Die deutsche Übersetzung von Moshe Kahn erschien 2005.

## Handlung
Der italienische Originaltitel La presa di Macallè (Die Einnahme von Macallè) bezieht sich auf eine Stadt in Abessinien, die im Herbst 1935 von den Truppen Mussolinis erobert wird.
Michilino, die Hauptfigur des Romans, ist zu diesem Zeitpunkt sechs Jahre alt. Er lebt in Vigàta, einer fiktiven Kleinstadt auf Sizilien, die an Camilleris Heimatstadt Porto Empedocle angelehnt ist.
Der Vater, ein Parteifunktionär Mussolinis, betrügt die Mutter mit einer Magd, die wiederum hintergeht ihn mit dem Priester. Der Junge, oft sich selbst überlassen, bekommt Privatunterricht von einem Faschisten, der sich an ihm vergeht, während er ihm von den Kriegstugenden der Spartaner erzählt. Verstört durch die falsche Moral der Erwachsenen und beeinflusst durch die Propaganda Mussolinis, beschließt Michilino, Soldat des Duce zu werden. Er wird Mitglied einer paramilitärischen Jugendorganisation. Im Lauf seiner Entwicklung verspürt er immer mehr den Wunsch zu töten. Er stillt sein Bedürfnis zuerst an Tieren, dann ersticht er den Sohn des kommunistischen Schneiders. Als er dem Druck seiner Lust am Töten und seiner frühreifen Sexualität auf der einen Seite und der christlichen Gebote andererseits nicht mehr standhalten kann, versucht Michilino, sich selbst zu töten. Er überlebt und wird zum Mörder seiner Familie.

## Kritiken
Der Roman geht auf eine autobiografische Begebenheit zurück. Im Alter von zehn Jahren schrieb Camilleri einen Brief an Mussolini, in dem er dem Duce mitteilte, „für den Kampf in Afrika bereit zu sein“. Siebzig Jahre später setzte er sich kritisch mit der faschistischen Indoktrination auseinander, wobei er „die Obszönität der faschistischen Diktatur in sexuelle Metaphern übersetzt“.
In Italien wurde der Roman von der Kritik missachtet. In Deutschland waren die Kritiken unterschiedlich. Die Zeitschrift Vivere magazine äußerte: „Ein Roman über den verheerenden Einfluss der faschistischen Propaganda auf Kinder, gleichzeitig eine maßlos überzogene Kleinstadtgroteske aus der Sicilia, bei der einem das Lachen im Hals stecken bleibt.“
Eine Rezension in der FAZ (Dezember 2005) urteilte: „Dass die Explosion, auf die das Buch zuläuft, am Ende als Zimmerbrand verzischt, liegt nicht an mangelndem erzählerischen Eifer des Autors,  im Gegenteil, Camilleri legt alles bereit, Benzin, Streichhölzer, Bajonett und Motiv. Aber er hat die Einzelheiten seiner Geschichte so schrill überzeichnet, dass sie als Ganzes unplausibel wird. … Dass  bei seiner Attacke auf den Alltag im Faschismus die Klischees wie Möbelspäne rechts und links wegfliegen … scheint ihn nicht zu stören.“